# حمله اسرائیل به ساختمان شیشه‌ای صدا و سیما
حملهٔ اسرائیل به ساختمان شیشه‌ای صدا و سیما، یکی از رویدادهای شاخص در جریان تشدید تنش‌های نظامی ایران و اسرائیل به جنگ در خرداد ۱۴۰۴ بود. در ۲۶ خرداد، ساختمان شیشه‌ای صدا و سیمای جمهوری اسلامی ایران واقع در منطقهٔ ۳ تهران، هدف حملهٔ هوایی اسرائیل قرار گرفت. این حمله، در ادامهٔ درگیری‌های سنگین روزهای قبل میان دو کشور انجام شد و در جریان آن، دست‌کم چند نفر کشته یا زخمی شدند.

## زمینه‌های حمله
در روزهای منتهی به ۲۶ خرداد ۱۴۰۴، تنش‌های کم‌سابقه‌ای میان ایران و اسرائیل در جریان بود. در ۲۳ خرداد، اسرائیل حملاتی هوایی به مواضع نظامی و هسته‌ای در ایران انجام داد که به کشته شدن ده‌ها تن از جمله چند فرمانده سپاه پاسداران انقلاب اسلامی منجر شد. ایران نیز در پاسخ، موشک‌هایی را به سمت اهدافی در خاک اسرائیل شلیک کرد.
حمله به صداوسیما، به گفتهٔ برخی تحلیلگران، بخشی از تلاش اسرائیل برای ضربه زدن به زیرساخت‌های رسانه‌ای و روانی ایران در جریان جنگ تعبیر شد.

## جزئیات حمله
در ساعات اولیه عصر ۲۶ خرداد، هنگام پخش زنده اخبار از شبکه خبر، دست‌کم دو انفجار شدید در ساختمان شیشه‌ای صداوسیما رخ داد. تصاویر زنده‌ای که در آن لحظه از تلویزیون پخش می‌شد، لحظه ترک استودیو توسط مجری را نشان داد. پس از قطع چنددقیقه‌ای پخش، شبکه خبر از استودیویی دیگر پخش خود را از سر گرفت.
مقامات ایران بلافاصله اعلام کردند که این حمله با هدف ایجاد اخلال در رسانۀ ملی و ایجاد رعب عمومی انجام شده است. به گزارش رسانه‌های اسرائیلی، ارتش این کشور مسئولیت حمله را بر عهده گرفت و اعلام کرد که «ساختمان صداوسیما یکی از مراکز کلیدی ارتباطی حکومت ایران در زمان بحران نظامی بود».

## تلفات و خسارات
به گزارش خبرگزاری‌ها، در جریان این حمله سه نفر از کارکنان بخش خبر و فنی کشته و بیش از ۱۰ نفر زخمی شدند. ساختمان دچار آسیب گسترده شد و بخشی از تجهیزات پخش نیز نابود شد.

## واکنش‌ها

### داخلی
مقامات جمهوری اسلامی ایران از جمله علی خامنه‌ای، رهبر جمهوری اسلامی، و سعید خطیب‌زاده، سخنگوی وزارت امور خارجه، این حمله را «جنایت جنگی» خواندند و اعلام کردند که پاسخ ایران «قاطع» خواهد بود.

### بین‌المللی
یونسکو، سازمان آموزشی، علمی و فرهنگی سازمان ملل، با صدور بیانیه‌ای حمله به ساختمان صداوسیما را محکوم کرد و آن را نقض قوانین بین‌المللی دربارهٔ حفاظت از نهادهای رسانه‌ای در مناطق درگیر دانست.
برخی سازمان‌های خبرنگاری نظیر کمیته حفاظت از روزنامه‌نگاران (CPJ) نیز خواستار انجام تحقیقات مستقل دربارهٔ این حمله شدند.

## پیامدها
این حمله در سطح بین‌المللی توجه زیادی را برانگیخت و منجر به طرح شکایت ایران در شورای امنیت سازمان ملل متحد شد. همچنین در رسانه‌های ایران، این رویداد به عنوان نشانه‌ای از آسیب‌پذیری زیرساخت‌های ارتباطی کشور در شرایط بحران تحلیل شد.